# Янушкевич, Адольф Михайлович
Адольф Михайлович Янушкевич (пол. Adolf (Michał Walerian Julian) Januszkiewicz, бел. Адольф Янушкевіч; 9 июня 1803, Несвиж, Минской области, Беларусь — 19 июня 1857, имение Дягильно, в Дзержинском районе Минской области) — польский, белорусский поэт, этнограф, революционный деятель. Известен историко-этнографическими записями о казахах: его книга «Дневники и письма из путешествий по киргизским степям» переведена на несколько языков. Друг Адама Мицкевича, прототип Адольфа из III части «Дзядов».

## Биография
Родился в Несвижском замке в небогатой дворянской семье Михаила и Теклы Янушкевичей, живших при дворе Радзивиллов (или был усыновлён Янушкевичами, не имевшими ещё детей, по родству). Мальчика крестил Михаил-Иероним Радзивилл. По отцовской и материнской линиям А. Янушкевич был родственником Костюшко, что играло важную роль в семье. Среди его младших братьев был поэт Евстафий Янушкевич.
А. Янушкевич учился в Доминиканской школе в Несвиже, а затем в средней школе в Виннице в Подолии. В 1821—1823 годах был студентом литературного факультета Виленского университета, принадлежал к кругу филаретов. Писал стихи, которые публиковались в периодических изданиях в Вильнюсе. Дебютировал в 1821 в журнале «Dziennik Wileński» сентиментальной поэмой «Мелитон и Эвелина». Принадлежал к поклонникам Адама Мицкевича и пропагандировал его поэзию на Подолье. Жил в Каменце-Подольском и в семейном имении Дягильно (приобретено семьёй в 1821 году). В 1826 был депутатом Главной палаты по гражданским судебным делам в Каменце.
Оставил службу в 1829 году из-за болезни и отправился на лечение за границей в Карлсбад, побывал в Германии, Южной Франции и Италии. В Риме он встретился с путешествующими А. Мицкевичем и А. Э. Одынцом. В сентябре 1830 года вернулся домой. Принимал участие в Ноябрьском восстании; был ранен и взят в плен. Приговором суда от 4 марта 1832 года был приговорён к смертной казни через повешение, приговор был заменён вечной ссылкой в Сибирь с потерей дворянства и с конфискацией имущества.
Был сослан в Тобольск, где отбывал заключение в остроге, затем в 1833 в деревню Желяково под Ишимом (ныне на севере Казахстана). В 1835 он переехал в Ишим, выписал сюда из родных мест свою библиотеку, родные присылали ему периодику, и его дом стал местом встречи и библиотекой для ссыльных. В Ишиме А. Янушкевич завязал дружбу с Густавом Зелинским и с 1836 года с А. И. Одоевским. Зелинский впоследствии с ведома А. Янушкевича использовал его записки и письма для создания своего самого знаменитого произведения — поэмы «Киргиз». А. И. Одоевский, некоторое время живший в одном доме с А. Янушкевичем, посвятил ему два стихотворения: «Ты знаешь их, кого я так любил» и «А. М. Янушкевичу, разделившему со мной ветку кипарисовую с могилы Лауры». В 1839—1840 перевёл «Историю завоевания Англии норманнами» Огюстена Тьерри, также интересовался польской и европейской литературной жизнью.
В августе 1841 переехал в Омск. По случаю бракосочетания цесаревича ему разрешили поступить на государственную службу с присвоением чина «коллежский регистратор». С января 1842 года работал в Пограничном управлении сибирских киргизов. Много путешествовал по казахским степям, освоил казахский язык, записывал казахский фольклор. Во время экспедиции в 1846 составил «Дневник поездки в Сибирь», важный источник по истории Казахстана. В 1853 он переехал в Нижний Тагил Пермской губернии, где стал первым библиотекарем первой библиотеки, открытой по распоряжению А. Н. Карамзина, и садовником графа Анатолия Демидова, владельца уральских заводов. Был помилован в 1856, вернулся домой и на следующий год умер, так как был тяжело болен туберкулёзом.

## Адреса
- 1824—1830 — Каменец-Подольский — жилой дом, XVIII в. Охраняемый объект № 748. ул. Доминиканская, 2[5]

## Дань памяти
В Казахстане в честь А. Янушкевича названы улицы в Семее [Семей], Астане (с 2003 г.) и Алматы, Усть-Каменогорске (с 2019г.)